# Super RTL
Az RTL Super (korábban Super RTL) egy kölni központból sugárzó német kereskedelmi televíziócsatorna, melyet az RTL Disney Fernsehen GmbH & Co. KG. üzemeltet. Ez volt az első német tévécsatorna, melynek célközönségét főleg gyermekek alkotják. A műsorsugárzás 1995. április 28-án indult egy közös vállalkozásként a CLT-UFA (az RTL Csoport elődje) és a Disney között.
2014. január 1-jétől, a Disney Channel Németország január 17-ei FTA-vá válása miatt a Disney-sorozatok eltűntek a csatornáról, a felszabaduló helyet Warner Bros.- és Dreamworks-sorozatokkal töltik ki.
2019. augusztus 14-én megújult.

## Műsor
Reggel 6 és 7 óra közt kezdik a gyerekműsorokat sugárzó Toggo műsorblokk, amely este negyed 9-ig tart. Ezek között többnyire amerikai sorozatok találhatóak (főként Disney-filmek). 1998-ban a német Nickelodeon megszüntette adását, ezért a csatorna átvette ezeknek a műsorok vetítési jogait. 2005-ben a jogokat tulajdonló Viacom újra elindította ismét a gyermekeknek szóló csatornáját Németországban, a Nickelodeon 2005-ös német bevezetésekor leálltak ezek vetítésével.
2016. június 4-én Toggo Plus néven 1 órás időeltolással új csatorna jött létre, ezzel biztosítva azt, hogy a Toggo márkanév független a Super RTL-től. 2019. augusztus 14-től a Toggo és a Super RTL szétváltak, napközben a Toggo sugároz (jobb felső sarokban egy egyszerű kis méretű SUPER RTL felirat látható), az esti program neve Super RTL Primetime.
Főműsoridőben a Super RTL főleg régebbi RTL sorozatokat, vagy olcsó családi műsorokat sugároz. Manapság főleg amerikai krimi, akció- és drámasorozatokat sugároz.
Egyik kiemelkedő éjszakai programja a "Kaminfeuer", ahol egy fa tüzelésű kandallót láthatunk. 2023. augusztus 15-én RTL Super néven folytatja működését.

## TV
Molly, a denali lány
Clifford The Big Red Dog
Hero Elementary

## Vételi lehetőségek

A Super RTL HD változatának logója a Toggo műsorblokk keretében.

Elérhető a német nyelvterületeken a földi digitális platformon (DVB-T) és a helyi kábelhálózatokon is. Műholdról Európa-szerte elérhető a keleti 19.2 fokon üzemelő ASTRA műholdról. Rengeteg magyar kábelszolgáltató kínálatában megtalálható volt, kiszorította a növekvő magyar kábeltelevíziós piac.